# 克拉倫斯·D·克拉克
克拉倫斯·唐·克拉克（英語：Clarence Don Clark；1851年4月16日—1930年11月18日），是一位美國共和黨的政治人物，曾在1890年至1893年擔任美國眾議院懷俄明州單一國會選區代表眾議員。

## 生涯
克拉克生於紐約州桑迪溪，是奧拉蒂亞·D·克拉克（Oratia D. Clark）和蘿拉·A·（金·）克拉克（Laura A. (King) Clark）的兒子，曾就讀艾奧瓦大學法律系，並於1874年投身法律行列。他是一名教師，在曼徹斯特從事法律工作。1874年，他和愛麗絲·唐斯（Alice Downs）結婚，並在1881年移民到懷俄明州埃文斯頓繼續律師工作，其後於1882年至1884年間出任尤因塔縣縣法官。
克拉克的政治生涯始於1889年，該年他成為懷俄明州建州制憲會議的代表之一，並以共和黨黨員身份成為第五十一屆與第五十二屆聯邦國會眾議院懷俄明州建州眾議員，任期由1890年12月1日到1893年3月3日，但在1892年連任失敗。
後來，他在1895年填補州聯邦參議員空缺的選舉中勝出，連任三屆，任期自1895年1月3日到1917年3月3日；1916年他在嘗試四度連任時失敗。以後，他到了華盛頓特區繼續法律事業，亦在1923年－1929年成為國際聯合委員會成員。退休後，克拉克回到埃文斯頓直到去世，葬於當地共濟會公墓。

## 外部連結
- 克拉倫斯·D·克拉克－美國國會國家人物傳記大辭典
- govtrack.us（页面存档备份，存于）
- The Political Graveyard（页面存档备份，存于）

| 美国众议院                          | 美国众议院                                                                  | 美国众议院                  |
| ----------------------------------- | --------------------------------------------------------------------------- | --------------------------- |
| 前任者： 約瑟夫·M·凱里 為眾議院代表 | 懷俄明州單一國會選區 眾議院議員 1890年－1893年                              | 繼任者： 亨利·A·科芬        |
| 美国参议院                          |                                                                             |                             |
| 前任者： 弗朗西斯·E·沃倫            | 懷俄明州第1類參議員 1895年－1917年 與約瑟夫·M·凱里、弗朗西斯·E·沃倫同時在任 | 繼任者： 約翰·B·肯德里克    |
| 前任： 奧維·H·普拉特                | 參議院司法委員會主席 1905年－1912年                                         | 繼任： 查爾斯·艾倫·庫爾伯森 |
| 政府职务                            |                                                                             |                             |
| 前任： 俄巴迪亞·加德納              | 國際聯合委員會美方主席 1923年－1929年                                       | 繼任： 約翰·H·巴特利特      |